# Uvaria panayensis
Uvaria panayensis este o specie de plante angiosperme din genul Uvaria, familia Annonaceae, descrisă de Elmer Drew Merrill. Conform Catalogue of Life specia Uvaria panayensis nu are subspecii cunoscute.